# Uzaki-chan wa Asobitai!
Uzaki-chan wa Asobitai! (宇崎ちゃんは遊びたい!?  lit. ¡Uzaki-chan quiere jugar!) es una serie de manga escrito e ilustrado por Take. Originalmente, era un manga corto publicado en Twitter, pero se serializó el 1 de diciembre de 2017 en el sitio web de distribución de cómics Dra Dra Sharp, de Niconico Seiga, y Fujimi Shobō lo convirtió en una serie de volúmenes de manga que actualmente ha sido recopilada en trece volúmenes tankōbon. También se ha convertido en un cómic de voz con solo un episodio. El número total de copias vendidas ha excedido los 500,000, incluida la versión electrónica.
Una serie de anime anunciada por Kadokawa el 3 de febrero de 2020 fue producida por el estudio ENGI y se emitió del 10 de julio al 25 de septiembre de 2020. Una segunda temporada fue anunciada el 25 de septiembre de 2020, al término del último episodio de la primera temporada. La segunda temporada se ha anunció para el año 2022.
En 2024, el autor dio a conocer que se encontraba en un frágil estado de salud y que, por esto, había llegado a un acuerdo con la editorial para pausar indefinidamente el manga.

## Sinopsis
El único deseo de Shinichi Sakurai es un poco de paz y tranquilidad. Pero Hana Uzaki, su animada y muy bien dotada compañera de instituto, tiene otros planes. Todo lo que ella quiere es pasar el rato y gastarle bromas. Con la ayuda de su encanto y su persistencia, ¡este podría ser el comienzo de una hermosa relación!

## Personajes
Shinichi Sakurai (桜井真 Sakurai Shinichi?)
 Seiyū: Kenji Akabane, Iván Fernández (español latino), Marcel Navarro (español castellano)
Es un estudiante de tercer grado en la universidad. Tiene 21 años. Prefiere un ambiente más tranquilo que uno ruidoso y pasar tiempo solo. Tiene ojos pobres y a menudo es tratado como un mala cara por Uzaki. Trata a Uzaki de mala manera, pero es amable con sus superiores. Tiene 180 cm de altura y es dos cabezas más alto que Uzaki. En la escuela secundaria solo jugó béisbol por un año, y en la escuela preparatoria pertenecía al club de natación. Le gustan bastante los deportes. Trabaja a tiempo parcial en una cafetería llamada "Asia". Conoce a Uzaki desde que era estudiante de secundaria ya que estaban en el mismo club y las actividades que hacían eran las mismas. Es visto muy a menudo junto a Uzaki. Por esta razón, se les ve como una pareja en los alrededores. Cuando apareció por primera vez en Twitter, solo se llamaba «senpai», pero su nombre completo se le dio en la serie de manga.
Hana Uzaki (宇崎 花 Uzaki Hana?)
 Seiyū: Naomi Ōzora, Dayana Santiaguillo (español latino), Irene Miras (español castellano)
Es una estudiante de segundo año de la universidad. Tiene 20 años. Le gusta llamar "senpai" a Sakurai. Su personalidad y naturaleza es lo contrario de Sakurai. Tiene el carácter de tomar atajos, pechos grandes con un busto 96 cm según el anime, dientes dobles, y puede llegar a comportarse como una niña. Sin embargo, cuando habla con otras amigas o con alguien más siempre habla en un lenguaje estándar. Le encanta el helado de chocolate con menta y tiende a odiar a quienes lo odian. Comenzó a trabajar de medio tiempo en el "café Asia" junto a Sakurai. Tiene un tamaño de busto de 96 cm, su altura es de 150 cm y tiene una cintura estrecha. No es buena en deportes que requieren ejercicio intenso y resistencia. Hace que Sakurai se vuelva un poco estúpido al hacerle algo. Además, si ve que Sakurai se hace amigo de otras mujeres, se pone de mal humor. Confió en Sakurai tan fácilmente para que pudiese usar hipnosis en ella con una sola mano y guiado por un manual. Conoció a Sakurai debido a que fue invitada por un amigo para convertirse en gerente del club de natación, pero Uzaki tenía miedo de la cara fuerte de Sakurai. Sin embargo, pronto supo que no era amenazante y le perdió el miedo y profundizó su relación. A medida que avanza la historia, Uzaki desarrolla sentimientos por Sakurai y viceversa.
Akihiko Asai (Cafe Asia Master) (亜細 明彦 (喫茶アジアのマスター) Asai Akihiko (Kissa Ajia no masutā)?)
 Seiyū: Yōsuke Akimoto, Mauricio Vázquez (español latino)
Tiene 51 años. Es el jefe del trabajo a tiempo parcial de Sakurai. Es una persona de mediana edad que prefiere el café, y tiene un carácter agradable cuando Uzaki está involucrada. Viendo la conexión entre Sakurai y Uzaki sonríe. También hay aspectos severos que cuida de su familia, como tener cuidado cuando su hija Ami no está involucrada en asuntos del trabajo ya que está cansado del comportamiento que llega a tener su hija.
Ami Asai (亜細 亜実 Asai Ami?)
 Seiyū: Ayana Taketatsu, Alexia Lamar (español latino), Lourdes Fabrés (español castellano)
Es la hija de Akihiko Asai. Tiene 22 años, es estudiante universitaria de cuarto año. Usa anteojos y asiste a la misma universidad que Sakurai y Uzaki. Su fetiche es observar los músculos de las personas. Al principio se interesó en Shinichi por su cuerpo, pero no tenía ningún sentimiento romántico particular. Ella y su padre observan la relación entre Sakurai y Uzaki sin meterse a forzarlos salir. Más adelante, Ami está obsesionada en que Sakurai y Uzaki comiencen una relación y colabora con Itsuhito para juntarlos.
Itsuhito Sakaki (榊 逸仁 Sakaki Itsuhito?)
 Seiyū: Tomoya Takagi, Samuel Lazcano (español latino), Sergi Mani (español castellano)
Tiene 21 años, es estudiante universitario de tercer año. Es un chico guapo y popular entre las chicas, sus padres son ricos y tienen una villa. Sin embargo, su personalidad es "cara bonita, pero su actitud es bastante peor". Llama a Sakurai  "Saku" debido a su relación en la universidad. Cuando se indignó con Sakurai, que no le habló de relaciones que pudiese haber tenido, le dijo que estaba desperdiciando su juventud, pero pronto se dio cuenta de la existencia de Uzaki y comenzó a pensar en unirlos. Por esta razón, entró en conflicto con Ami, quien ha tomado la posición de "estar a la espera". Sin embargo, los dos se unen para hacer planes con el objetivo de juntar a Sakurai y Uzaki.
Tsuki Uzaki (宇崎 月 Uzaki Tsuki?)
 Seiyū: Saori Hayami, Liliana Barba (español latino), Anna Orra (español castellano)
Es la madre de Hana Uzaki. Tiene 43 años pero se ve bastante joven y pequeña. Además, tiene los pechos un poco más grandes comparados a los de su hija. Sus ojos no son visibles,  solo los abre si se llega a sorprender. A diferencia de su hija, es una persona gentil y suave, pero en realidad tiene una característica común de "bibily". La primera impresión que tiene de Sakurai es "aterradora". Pero con el tiempo la percepción que tiene de Sakurai fue cambiando varias veces, pero su primera impresión no ha sido borrada del todo. Después de varios malentendidos, ella pensaba en: "Sakurai y mi hija tienen una relación inusual", "A Sakurai le gusta una mujer madura y está apuntando hacia mi", entre otros malentendidos. No parece ser consciente de ello, pero es bastante sobreprotectora. Cuando escucha de su hija "Me quedé en la casa de un chico (Sakurai)", se agarra las mejillas y se preocupa por ella.
Fujio Uzaki (宇崎 藤生 Uzaki Fujiu?)
 Seiyū: Hideo Ishikawa
Es el padre de Hana Uzaki. Tiene 46 años. Es entrenador de un gimnasio. Es demasiado protector, inclusive más que su esposa Tsuki, ya que cuando Hana le dice que su senpai es hombre y no mujer como él pensaba, le dice que quiere conocerlo y que se tomaría un día libre para poder llegar a verlo. Al final termina aceptando a Sakurai al ver que no es mala persona, aparte que ellos dos ya se habían conocido antes, ya que Sakurai va a entrenar al gimnasio donde él trabaja.
Kiri Uzaki (宇崎 桐 Uzaki Kiri?)
 Seiyū: Yūko Sanpei, Eduardo Aranda (español latino)
Es el hermano menor de Hana, tiene 17 años y es estudiante de preparatoria de segundo año. Tiene un apariencia muy similar a su madre y a sus hermanas.
Yanagi Uzaki (宇崎 柳 Uzaki Yanagi?)
 Seiyū: Seina Kato
Es la hermana menor de Hana, tiene 14 años y es estudiante de segundo año de secundaria. Tiene un físico parecido al de su madre y su hermana Hana.

## Media

### Manga
Uzaki-chan wa Asobitai! es escrito e ilustrado por Take, comenzó su serialización el 1 de diciembre de 2017 en el sitio web de distribución de cómics Dra Dra Sharp de Niconico Seiga, y cuenta con 13 volúmenes tankōbon ya publicados por Fujimi Shobō. El autor del manga, Take, reveló por medio de su cuenta oficial en Twitter que el manga superó la cifra de 1.7 millones de copias en circulación.
| Volúmenes de manga publicados | Volúmenes de manga publicados | Volúmenes de manga publicados |
| Número                        | Fecha de publicación          | ISBN                          |
| ----------------------------- | ----------------------------- | ----------------------------- |
| 1                             | 9 de julio de 2018            | ISBN 978-4-04-072779-0        |
| 2                             | 9 de febrero de 2019          | ISBN 978-4-04-073095-0        |
| 3                             | 9 de julio de 2019            | ISBN 978-4-04-073260-2        |
| 4                             | 7 de febrero de 2020          | ISBN 978-4-04-073499-6        |
| 5                             | 9 de julio de 2020            | ISBN 978-4-04-073260-2        |
| 6                             | 9 de marzo de 2021            | ISBN 978-4-04-074013-3        |
| 7                             | 6 de agosto de 2021           | ISBN 978-4-04-074205-2        |
| 8                             | 9 de marzo de 2022            | ISBN 978-4-04-074458-2        |
| 9                             | 9 de septiembre de 2022       | ISBN 978-4-04-074675-3        |
| 10                            | 9 de marzo de 2023            | ISBN 978-4-04-074907-5        |
| 11                            | 8 de diciembre de 2023        | ISBN 978-4-04-075236-5        |
| 12                            | 9 de julio de 2024            | ISBN 978-4-04-075514-4        |
| 13                            | 7 de marzo de 2025            | ISBN 978-4-04-075831-2        |

### Anime
Kadokawa anunció una adaptación de la serie a anime el 3 de febrero de 2020.  La serie está animada por el estudio ENGI y dirigida por Kazuya Miura, con Takashi Aoshima manejando la composición de la serie, Manabu Kurihara diseñando los personajes y Satoshi Igarashi componiendo la música. La serie se emitió del 10 de julio al 25 de septiembre de 2020 en AT-X y otros canales. El tema de apertura es "Nadame sukashi Negotiation" (なだめスかし Negotiation Nadame su kashi Negotiation?) interpretado por Kano y Naomi Ōzora, mientras que el tema de cierre es "Kokoro Knock" (ココロノック Kokoronokku?) interpretado por la Youtuber virtual YuNi. El anime tuvo una duración de 12 episodios. Funimation obtuvo la licencia de la serie fuera de Asia. Tras la adquisición de Crunchyroll por parte de Sony, la serie se trasladó a Crunchyroll obteniendo la licencia de la serie fuera de Asia.
El 25 de septiembre de 2020, poco después de que se emitiera el final de la primera temporada, se anunció que se había dado luz verde a la producción de una segunda temporada. La segunda temporada se estrenó el 1 de octubre de 2022. El 23 de enero de 2023, Crunchyroll anunció un doblaje al castellano de la serie, el cual se estrenó el mismo día.
El 28 de julio de 2022, Crunchyroll anunció que la serie recibirá un doblaje en español latino, que se estrenó el 29 de septiembre.

## Controversia
El manga fue atacado por varios usuarios de Twitter y Youtube debido a que Uzaki tiene senos más grandes de lo común, esto produjo la indignación de muchos ilustradores, que hicieron dibujos del personaje con senos más pequeños, y con una complexión más obesa en forma de protesta.
En respuesta a ello, mujeres identificadas anatómicamente con Uzaki protestaron porque se sintieron ofendidas e invisibilizadas por los primeros que adjudicaron una suerte de fanservice de parte del autor y también en Twitter empezó a ser cancelada y llegaron numerosas amenazas de muerte para el autor.
La comunidad japonesa reaccionó a las opiniones de Occidente, la cual se ofendió al ver como intentaban blanquear un personaje que se sigue en el diseño artístico perteneciente a Japón, nos referimos al diseño de personajes manga/anime. De hecho en Japón se consideraron los comentarios realizados por la comunidad en inglés como un intento de censurar la libertad de expresión y eliminar personajes con rasgos asiáticos.
Como parte de las críticas injustificadas por occidentales sobre la apariencia de Hana Uzaki, una cosplayer compartió por medio de su cuenta oficial de Twitter una sesión fotográfica donde demostraba que el tamaño de los pechos del personaje son completamente reales en la vida real y representan a mujeres como ella. De hecho, la comunidad de cosplayers apoyo a la cosplayer por tener la valentía de defender a un personaje tan querido por la comunidad japonesa.
Recientemente también se pudo apreciar cómo el autor del manga recibió fuertes críticas debido a una publicación en Twitter donde hacía referencia a los hechos ocurridos en la Casa Blanca de los Estados Unidos. El tuit en cuestión decía lo siguiente: "Esta captura dice que miembros de la ANTIFA fueron a Washington DC disfrazados como simpatizantes de Trump para mezclarse. Esto significa que están intentando realizar una operación en cubierto".
Una abogada feminista protestó contra un póster de Uzaki-Chan para promocionar una campaña de sangre. "Me parece demasiado insensible. ¿Por qué tenían que utilizar este tipo de ilustración? Poner esto en un espacio público es una forma de acoso sexual.”

## En otros medios
Para promocionar la salida del anime Uzaki-chan wa Asobitai!, en el videojuego de Dead or Alive Xtreme Venus Vacation existe una colaboración con dicho anime, tratándose de que todas las chicas del juego podrán obtener la vestimenta de Hana con la playera y el logotipo de “SUGOI DEKAI” con su falda de lona y medias, se incluye una escena donde las chicas se quedan atrapadas entre las ramas como sucedió a Hana en el manga y el anime, esto solo estuvo disponible por tiempo limitado y también hubo una colaboración con la cruz roja donde Uzaki estaba en un póster y decía las siguientes palabras: "Ya te fuiste a vacunar senpai".
El 25 de febrero se lanzó en Japón una película para adultos titulada "BHG-038 It’s Really Big! H Cup Layer I Want To Paco With Yume Natsuki!". En la película se puede apreciar a la actriz Natsuki Yumi interpretando a la protagonista Uzaki. La parodia para adultos fue producida por la compañía Geinko-pore-shon y tiene una duración de 120 minutos y se distribuye en Japón con un precio de 1,526 yenes.